# Sant Joan de la Font Santa
Sant Joan de la Font Santa és un balneari al terme municipal de Campos, Mallorca devora la carretera que va a la Colònia de Sant Jordi, s'utilitza com a hotel i al mateix temps també es fan curacions gràcies a les seves aigües termals.

## Història
Segons la tradició fou la casualitat la que va fer que es descobrissen les propietats curatives de la deu. Diuen que a Mallorca va haver una època d'epidèmia que causava la mort dels porcs, però els animals que es banyaven en les aigües de la bassa situada en la finca del Palmer no emmalaltien. Això va fer que els habitants de Mallorca amb malalties com la sarna o la lepra, acudissin a la bassa per banyar-se i així confirmar la seva curació.
En el segle xv a petició dels jurats de la vila de Campos, autoritzaren a la cúria eclesiàstica la construcció d'un Oratori dedicat a Sant Silvestre i Santa Coloma protectors contra la lepra com a monument de gratitud per les curacions obtingudes.
Segles més tard passaria a ser Oratori dedicat a Sant Joan de la Font Santa.
L'any 1507 hi havia una bassa denominada Les Estaques i una caseta adossada l'Oratori.

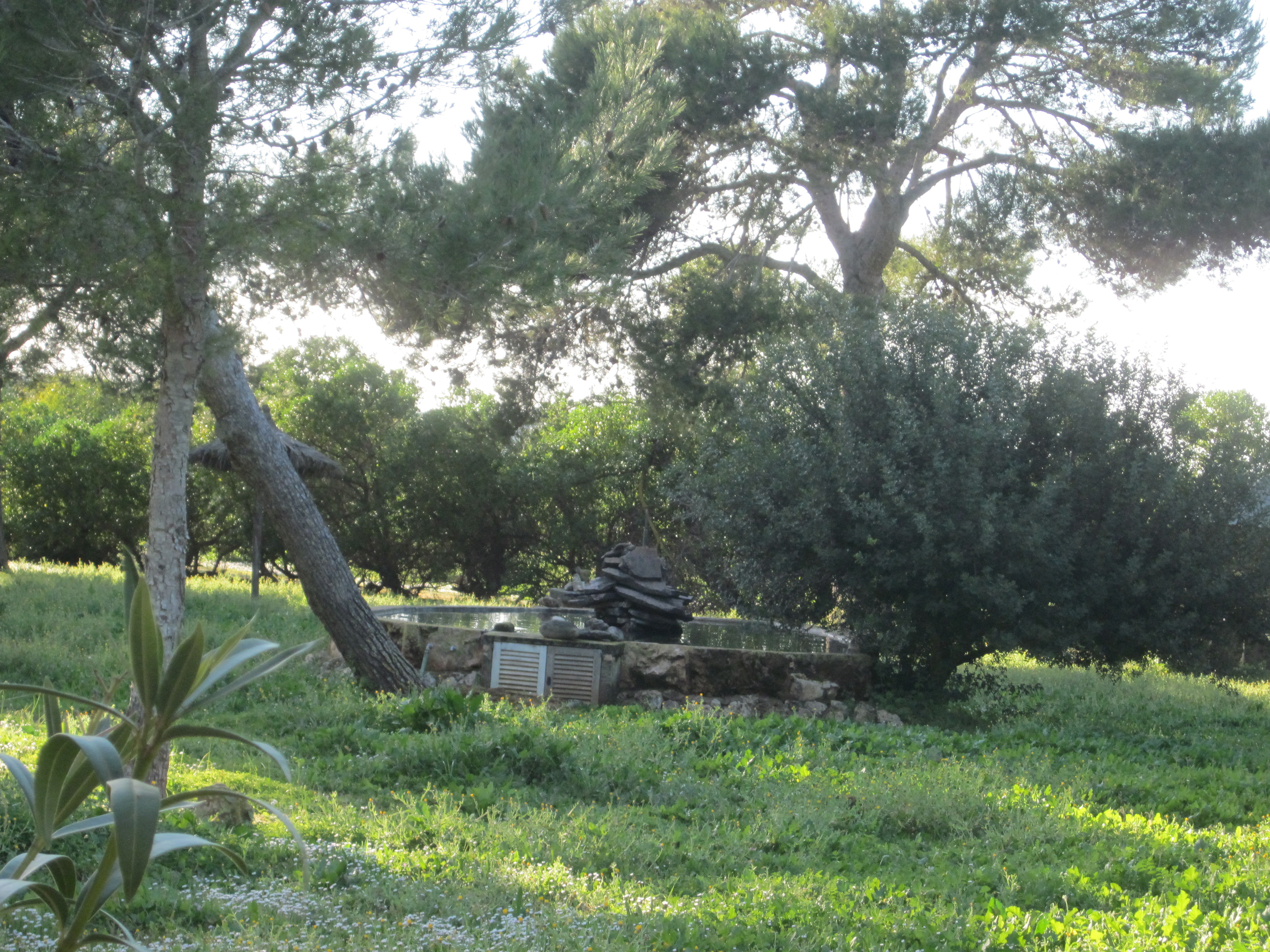
Part de les instal·lacions

En 1516 els mateixos jurats de Campos decidiren construir les primeres habitacions per l'allotjament dels nombrosos malalts que recorrien a les aigües miraculoses. Entre els segles xvi i meitat del segle xviii es varen fer diferents restauracions als banys i als allotjaments, tot per la reputació de sanador que en aquella època gaudien les aigües termals de la Font Santa. Des del segle xvi la propietat de l'establiment estigué en disputa entre l'ajuntament de Campos i el marqués del Palmer, que era propietari de l'entorn. Part d'aquestes terres foren cedides el XIX a la diputació provincial de les Balears, a fi de construir-hi un balneari d'utilitat publica. L'any 1805 el doctor Joan Andreu Nieto Samaniego va estudiar les característiques químiques i les propietats terapèutiques de les aigües. Aquesta observació va quedar reflectida en un escrit que deia “extracte de l'anàlisi químic de les aigües que constitueix en la bassa anomenada vulgarment de les Estaques, que es troba a l'instant a l'Ermita de Sant Joan de la vila de Campos, en aquesta illa de Mallorca”.
Seient aquest el primer estudi científic de les aigües termals de Sant Joan de la Font Santa a on s'insistia en la necessitat de la creació d'un centre per poder aprofitar “les virtuts i propietats medicinals d'aquestes aigües”. El 1843 es començaren les obres de l'estació termal única a Mallorca, fou inaugurada en el camps de la medicina. Afavorien sobretot a partir de la primera meitat del segle xix l'ús d'aquestes aigües minero – medicinals com a medicament. El 1909 la Diputació Provincial va fer una subhasta pública i Rafael Garcies es va convertir en el propietari. El 1917 Cosme M Oliver Lladó va adquirir la propietat que d'ençà s'ha mantengut dins la família. Des de l'any 1996 funciona com a hotel en el qual a més, es duen a terme tractaments termals sota vigilància mèdica.